# Forte de Santo António (Lajes das Flores)
O Forte de Santo António localizava-se na vila e freguesia de Lajes das Flores, concelho de mesmo nome, na costa sudeste da ilha das Flores, nos Açores.
Em posição dominante sobre este trecho do litoral, tinha como função a defesa do ancoradouro da vila contra os ataques de piratas e corsários, outrora frequentes nesta região do oceano Atlântico.

## História
O padre António Cordeiro, no início do século XVIII, remonta a fortificação de Lajes das Flores ao período da Dinastia Filipina, após o saque de corsários ingleses em 1587, no contexto da Guerra Anglo-Espanhola (1585-1604):
"Daqui para o Norte, está a nobre, & fecunda Villa das Lajes, & já em nada sujeita à Villa de Santa Cruz: consta de muito mais de trezentos fogos, & de duas grandes Companhias, & dous Capitães de ordenança, & hum Capitão mor da Villa, & seu termo; e consta de hua grande rua, & muytas travessas; & tem diante de si para o mar alguns bayxos perigosos aos que quiseram acometer a Villa, & fica já mais de duas legoas do sobredito lugar de São Pedro. A Matriz desta Villa he da invocação de Nossa Senhora do Rosário, com Vigario, & algumas familias nobres, como em seu lugar diremos. (…) Já houve comtudo ocasição (em 25 de julho de 1587, há quasi cento & trinta annos) que cinco navios Inglezes enganadamente entrarão na Villa das Lajes, & a saquearão, fugindo os moradores para os matos; mas atèagora lhes não succedeo outra, pela vigia que sempre ao diante tiverão: & nem se sabe de fogo, terramoto, peste ou guerra que houvesse nesta Ilha atègora."
No contexto da Guerra da Sucessão Espanhola (1702-1714) encontra-se referido como "O Forte de Santo António." na relação "Fortificações nos Açores existentes em 1710".
Como registado pelo Governador Civil do Distrito da Horta, António José Vieira Santa Rita, este forte, "em 1770 batteu dous corsarios americanos". A força corsária era composta por um brigue e uma chalupa, e havia sido anteriormente repelida na Ribeira Funda, onde estavam a encher pipas de água, por paisanos das Ordenanças que, do cimo da rocha, lhes fizeram fogo com as suas espingardas, embora sem precisão pela distância. Ancorando posteriormente diante das Lajes, investiram tão vigorosamente sobre a povoação e este pequeno forte, que foi forçoso abandoná-lo. No entanto, animados pelo capitão da vila, João António de Mendonça, os defensores retomaram a posição no forte, carregaram uma peça de artilharia do calibre 12 até à boca com "testos de frascos e garrafas e de estilhaços de pedra" e, feita a pontaria, fizeram fogo na primeira lancha. Carregada a peça pela segunda vez, com bala, lograram partir o mastaréu da gávea do mastro real do brigue. Após esses sucessos, as embarcações afastaram-se em fuga.
Dele existe alçado e planta, com o título "Forte de Sto. Antonio", de autoria do sargento-mor do Real Corpo de Engenheiros, José Rodrigo de Almeida (1822).
O padre José António Camões, na primeira década do século XIX, também referiu as defesas de Lajes das Flores:
"(...) tem aquella Villa o porto a susueste; tem para fora uma baia com ancoradouro de areia. (...) Seo Orago é Nossa Senhora do Rozario, (...) Tem 2 companhias de ordenança. A 1ª formada na Villa, Monte e Morros, com 1 capitão, 1 alferes, 2 tenentes, que foram de fortes, dois sargentos e 170 soldados, a 2ª formada na Fazenda, Lajedo e Mosteiro, com 1 capitão, 1 alferes, 1 tenente, 3 sargentos e 147 soldados, a saber, 77 na Fazenda, 36 no Lajedo e Costa, e 34 no Mosteiro e Caldeira. Tem um castello no porto da Villa com casa e guarda e 9 peças, e mais 2 fortes, um delles em um cerrado sobre uma rocha, sem casa, e 1 peça.".
Encontra-se referido na relação "Fortes existentes nas Flores e Corvo em 21 de julho de 1817".
O forte estaria demolido em 1868.
A estrutura não chegou até aos nossos dias.